# Kristinehamn (đô thị)
Đô thị Kristinehamn (tiếng Thụy Điển: Kristinehamn kommun) là một đô thị ở hạt Värmland của Thụy Điển. Thủ phủ là thị xã Kristinehamn. Dân số thời điểm 31 tháng 12 năm 2000 là 24297 người.